# Apusomonas
Apusomonas es un protozoo flagelado del suelo, a veces de agua dulce, poco ovalado y aplanado, y de 6 a 10 µm de longitud. Se moviliza por desplazamiento y posee dos flagelos, el mayor de ellos nace en una cavidad en el tercio posterior de la célula, rígido en reposo y muy flexible al producir el deslizamiento, moviéndose en un ángulo de unos 45°. El núcleo va en el lado posterior y a la izquierda de este una vacuola contráctil. Se alimenta ventralmente de bacterias y es criptobiótico, es decir que puede soportar la sequedad del suelo.